# Centre de nanosciences et de nanotechnologies
 (janvier 2024).
Si vous disposez d'ouvrages ou d'articles de référence ou si vous connaissez des sites web de qualité traitant du thème abordé ici, merci de compléter l'article en donnant les références utiles à sa vérifiabilité et en les liant à la section « Notes et références ».
Le Centre de nanosciences et de nanotechnologies (C2N) est un laboratoire de l'université Paris-Saclay contractualisé avec le Centre national de la recherche scientifique (CNRS) en tant qu'unité mixte de recherche (UMR 9001).

## Domaines de recherche
Les recherches menées au C2N portent sur la nano-électronique silicium et III-V (micro-nano-électronique à base de semiconducteurs), le nanomagnétisme (micro-nano-magnétisme, électronique de spin), la micro-nanophotonique (optoélectronique silicium et semiconducteurs III-V), les micro-nanosystèmes et systèmes à dominante « matériel » (fabrication, caractérisation, etc.) et, à dominante « logiciel » (systèmes autonomes, systèmes en réseau).
Le C2N est le seul laboratoire en Île-de-France porteur d'une des six grandes centrales du Réseau national de Recherche en Technologie de Base (RTB). Le C2N est partenaire ou coordinateur de divers projets d'envergure régionale (Digiteo, Triangle de la Physique, C'Nano Île-de-France, Pôle de compétitivité SYSTEM@TIC, etc.), nationale (ANR, etc.) et internationale (nombreux contrats européens).
Le C2N a un partenariat important avec les grandes entreprises (Thales, Nokia France, STMicroelectronics, etc.) et les PME (Fogale-Nanotech, Jobin-Yvon, etc.) dans les domaines de l'électronique, des télécommunications et des transports.

## Personnel
Le personnel du C2N se compose de plus de 120 chercheurs et enseignants-chercheurs, 80 ingénieurs, techniciens et administratifs, 130 doctorants.

## Évolution
Le 1er juin 2016, l'IEF (Institut d'électronique fondamentale) et le LPN (Laboratoire de photonique et de nanostructures) fusionnent et deviennent le C2N - Centre de nanosciences et de nanotechnologies. L'ensemble des équipements des deux laboratoires sont transférés dans de nouveaux bâtiments sur le campus de Paris-Saclay à Palaiseau.